# Literaturen (Zeitschrift)
Literaturen. Die Zeitschrift für Leser war der Titel einer deutschen Literaturzeitschrift. Sie erschien ab September 2000 zunächst monatlich, später zweimonatlich beim Friedrich Berlin Verlag. Gründungsherausgeberin war die Publizistin, Kulturkorrespondentin und Literaturkritikerin Sigrid Löffler. Im September 2008 gab Löffler diese Position nach inhaltlichen Differenzen über die Ausrichtung des Magazins wieder auf. Bis zur Ausgabe 10/2009 trug die Zeitschrift den Zusatztitel: Das Journal für Bücher und Themen
Die Startauflage betrug 80.000 Exemplare, sank aber bis 2011 auf 15.000 gedruckte Exemplare ab. Seit 2001 gab es eine Online-Ausgabe.
Ab Oktober 2011 erschien Literaturen bei Ringier als eigenständige Beilage zum Cicero, wurde 2013 aber, als Teil des Ressorts Salon, auf vier Seiten innerhalb des Magazins beschränkt. Zu Buchmessen erscheinen Sonderausgaben.
Im Frühjahr 2015 wurde die Zeitschrift mit der 114. Ausgabe eingestellt.
Zeitweilig galt Literaturen als Deutschlands einflussreichste Literaturzeitschrift.

## Inhalt
Die Zeitschrift versuchte, trotz hohem intellektuellem Anspruch modern, entspannt und offen für alle Themen der Literatur zu sein. Der Eigenanspruch war, über „alle Themen, die die literarische Welt bewegen“ zu schreiben, „vom Literaturhaus bis zum Internet“. So gab es z. B. Sonderhefte zum Thema Krimi oder Science-Fiction.
Literaturen berichtete über deutschsprachige und internationale Neuerscheinungen. Zudem bot sie Hintergrund-Informationen in Form von Essays, Gesprächen und Reportagen.

## Autoren (Auswahl)
- Ilse Aichinger
- Sibylle Berg
- Péter Esterházy
- Durs Grünbein
- Lars Gustafsson
- Peter Handke
- Siri Hustvedt
- Elfriede Jelinek
- Navid Kermani
- Imre Kertész
- Ruth Klüger
- Sigrid Löffler
- Michael Maar
- Thomas Macho
- Jörg Magenau
- Friederike Mayröcker
- Thomas Meinecke
- Manuel Vázquez Montalbán
- Adolf Muschg
- Richard David Precht
- Edzard Reuter
- Franz Schuh
- Peter Stamm
- Wolfgang Thierse
- John Updike